# Verrucosa excavata
Verrucosa excavata Lise, Kesster & Silva, 2015 è un ragno appartenente alla famiglia Araneidae.

## Etimologia
Il nome della specie deriva dal latino excavatus, -a, -um, composto dalla particella ex-, che significa dal di fuori, da, e dall'aggettivo cavatus, -a, -um, cioè cavo, incavato, ad indicare il pronunciato incavo del lato dorsale dell'epigino.

## Caratteristiche
L'olotipo femminile rinvenuto ha lunghezza totale è di 6,40mm; la lunghezza del cefalotorace è di 2,50mm; e la larghezza è di 2,25mm.

## Distribuzione
La specie è stata reperita nella Colombia centrale: l'olotipo femminile è stato rinvenuto nel comune di La Macarena, nel dipartimento di Meta.

## Tassonomia
Al 2015 non sono note sottospecie e non sono stati esaminati nuovi esemplari.